# 郭际
郭际（1955年—），男，中国天体测量学家，曾任中国科学院国家授时中心主任，中国天文学会副理事长。